# نوری آئوکی
نوری آئوکی (انگلیسی: Nori Aoki؛ زادهٔ ۵ ژانویهٔ ۱۹۸۲) بازیکن بیس‌بال اهل ژاپن است.
از باشگاه‌هایی که در آن بازی کرده‌است می‌توان به تورنتو بلو جیز اشاره کرد.
وی در مسابقات کشوری و بین‌المللی در مجموع برندهٔ ۲ مدال طلا شده‌است.